# Agnetz
Agnetz és un municipi francès, situat al departament de l'Oise i a la regió dels Alts de França. L'any 2007 tenia 2.842 habitants.

## Demografia

### Població
El 2007 la població de fet d'Agnetz era de 2.842 persones. Hi havia 992 famílies de les quals 150 eren unipersonals (54 homes vivint sols i 96 dones vivint soles), 333 parelles sense fills, 478 parelles amb fills i 31 famílies monoparentals amb fills.
La població ha evolucionat segons el següent gràfic:
Habitants censats

### Habitatges
El 2007 hi havia 1.066 habitatges, 1.005 eren l'habitatge principal de la família, 19 eren segones residències i 43 estaven desocupats. 1.021 eren cases i 43 eren apartaments. Dels 1.005 habitatges principals, 857 estaven ocupats pels seus propietaris, 111 estaven llogats i ocupats pels llogaters i 37 estaven cedits a títol gratuït; 8 tenien una cambra, 34 en tenien dues, 127 en tenien tres, 238 en tenien quatre i 598 en tenien cinc o més. 852 habitatges disposaven pel capbaix d'una plaça de pàrquing. A 323 habitatges hi havia un automòbil i a 640 n'hi havia dos o més.

### Piràmide de població
La piràmide de població per edats i sexe el 2009 era:
| Homes | Edats   | Dones |
| ----- | ------- | ----- |
| 0     | 95 o +  | 0     |
| 0     | 90 a 94 | 4     |
| 8     | 85 a 89 | 0     |
| 8     | 80 a 84 | 16    |
| 32    | 75 a 79 | 24    |
| 44    | 70 a 74 | 44    |
| 44    | 65 a 69 | 24    |
| 48    | 60 a 64 | 52    |
| 24    | 55 a 59 | 52    |
| 96    | 50 a 54 | 76    |
| 112   | 45 a 49 | 132   |
| 112   | 40 a 44 | 104   |
| 124   | 35 a 39 | 100   |
| 96    | 30 a 34 | 136   |
| 68    | 25 a 29 | 64    |
| 100   | 20 a 24 | 85    |
| 92    | 15 a 19 | 116   |
| 144   | 10 a 14 | 116   |
| 108   | 5 a 9   | 76    |
| 60    | 0 a 4   | 112   |

## Economia
El 2007 la població en edat de treballar era de 1.943 persones, 1.471 eren actives i 472 eren inactives. De les 1.471 persones actives 1.384 estaven ocupades (739 homes i 645 dones) i 86 estaven aturades (46 homes i 40 dones). De les 472 persones inactives 196 estaven jubilades, 176 estaven estudiant i 100 estaven classificades com a «altres inactius».

### Ingressos
El 2009 a Agnetz hi havia 1.031 unitats fiscals que integraven 2.990 persones, la mediana anual d'ingressos fiscals per persona era de 22.846 €.

### Activitats econòmiques
Dels 78 establiments que hi havia el 2007, 1 era d'una empresa extractiva, 4 d'empreses de fabricació d'altres productes industrials, 18 d'empreses de construcció, 13 d'empreses de comerç i reparació d'automòbils, 6 d'empreses de transport, 5 d'empreses d'hostatgeria i restauració, 1 d'una empresa d'informació i comunicació, 1 d'una empresa financera, 3 d'empreses immobiliàries, 14 d'empreses de serveis, 3 d'entitats de l'administració pública i 9 d'empreses classificades com a «altres activitats de serveis».
Dels 24 establiments de servei als particulars que hi havia el 2009, 1 era una oficina de correu, 2 paletes, 1 guixaire pintor, 1 fusteria, 5 lampisteries, 4 electricistes, 1 empresa de construcció, 5 perruqueries, 2 restaurants i 2 salons de bellesa.
Dels 3 establiments comercials que hi havia el 2009, 1 era un hipermercat, 1 una botiga de menys de 120 m² i 1 una fleca.
L'any 2000 a Agnetz hi havia 6 explotacions agrícoles.

## Equipaments sanitaris i escolars
El 2009 hi havia 1 psiquiàtric i 1 farmàcia.
El 2009 hi havia 1 escola maternal i 1 escola elemental. Agnetz disposava d'un col·legi d'educació secundària amb 581 alumnes.

## Poblacions més properes
El següent diagrama mostra les poblacions més properes.